# Joachim Kaps

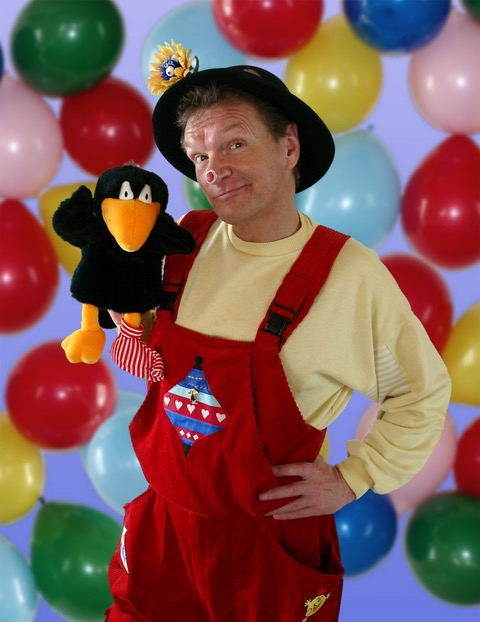
Joachim Kaps

Joachim Kaps (* 3. November 1952 in Görlitz) ist ein deutscher Schauspieler und Synchronsprecher.

## Leben
Joachim Kaps studierte Schauspiel an der Hochschule für Schauspielkunst Ernst Busch in Berlin. Anschließend war er von 1976 bis 1979 im Südthüringischen Staatstheater in Meiningen beschäftigt, wo er in drei Spielzeiten in 27 Rollen auftrat. 1979 wechselte er zum Pantomimenensemble am Deutschen Theater Berlin. Gleichzeitig gastierte er an der Volksbühne Berlin am Rosa-Luxemburg-Platz. Zu dieser Zeit begann er auch mit der Arbeit fürs Fernsehen, wo er bis heute mehr als zweihundertmal auftrat. Allein hundertmal gab er den clownesken Gastgeber „Achim“ der Kindersendung Brummkreisel. Eine weitere bekannte Rolle war von 1983 bis 1989 die des „Hans-Günther Koch“ in der Fernsehschwankreihe des Fernsehens der DDR Ferienheim Bergkristall. Dank seiner markanten Stimme ist er auch schon ebensolang als Synchronsprecher, Sprecher von Hörbüchern und in Hörspielen sowie seit der Wende von Werbung tätig. Er sprach in mehr als 400 Hörfunkproduktionen.
Nach der Wende arbeitete Kaps an der Theatermanufaktur Berlin in der Schaubühne am Halleschen Ufer. Für seine Rolle im Film Sherlock Holmes & die 7 Zwerge wurde er auf dem Geraer Kinderfilmfestival mit dem Goldenen Spatz ausgezeichnet. Weitere bekannte Rollen waren die eines Strafverteidigers in mehreren Folgen der Fernsehserie Im Namen des Gesetzes, dem Kinderfilm Spuk aus der Gruft sowie Gastrollen in Serien wie In aller Freundschaft und Schloss Einstein. Für letzteres bekam er 1999 erneut einen Goldenen Spatz in Gera. Als Sprecher ist er unter anderem für mehrere Rollen in der Anime-Serie Digimon bekannt. Außerdem ist er die deutsche Stimme von Tigger aus Winnie Puuh, der zuvor von Wolfgang Kühne synchronisiert wurde. Zudem synchronisiert Kaps seit 2015, als Nachfolger des verstorbenen Eberhard Prüter, Thaddäus Tentakel in der Zeichentrickserie SpongeBob Schwammkopf. Seit 2006 ist er am Berliner Kriminal Theater beschäftigt. Seine bekanntesten Synchronarbeiten waren die für Steve Zahn in „Crimson Tide – In tiefster Gefahr“ und David Schofield in „Gladiator“. Seit 2012 ist Kaps bei den jährlich stattfindenden Krabat-Festspielen auf dem Erlebnishof Krabat-Mühle Schwarzkollm in der Rolle des Oberst von Schadowitz zu sehen. Zu seinen Arbeiten als Hörbuchsprecher gehört unter anderem Rudyard Kiplings Das Dschungelbuch.
Joachim Kaps ist der Vater von Susanne Kaps.

## Filmografie (Auswahl)
- 1983: Polizeiruf 110: Es ist nicht immer Sonnenschein (TV-Reihe)
- 1983: Polizeiruf 110: Auskünfte in Blindenschrift (TV-Reihe)
- 1983: Ferienheim Bergkristall: Silvester fällt aus (TV)
- 1984: Familie intakt: Reizende Ferien
- 1984: Ferienheim Bergkristall: Mach mal’n bißchen Dampf (TV)
- 1985: Ferienheim Bergkristall: Ein Fall für Alois (TV)
- 1986: Ferienheim Bergkristall: Das ist ja zum Kinderkriegen (TV)
- 1986: König Karl (TV)
- 1987: Maxe Baumann aus Berlin (TV)
- 1989: Ferienheim Bergkristall: Alles neu macht der May (TV)
- 1991: Olle Hexe
- 1998–2000: Schloss Einstein (TV)
- 1998: Spuk aus der Gruft (TV)
- 1999: Ein starkes Team – Braunauge (TV)
- 1999: Mama ist unmöglich – Der geheime Papa (TV)
- 2000: Tatort – Das letzte Rodeo (TV)
- 2003: Spuk am Tor der Zeit (TV),
- 2004: Der Dolch des Batu Khan
- 2005: Hinter Gittern – Der Frauenknast (TV)

## Synchronrollen (Auswahl)
Jim Cummings
- 2000: Tiggers großes Abenteuer als Tigger
- 2001–2003: Winnie Puuh’s Bilderbuch als Tigger
- 2003: Ferkels großes Abenteuer als Tigger
- 2007–2010: Meine Freunde Tigger und Puuh als Tigger
- 2011: Winnie Puuh als Tigger
- 2018: Christopher Robin als Tigger
- 2013–2018: Sofia die Erste – Auf einmal Prinzessin als Professor Popov

Rodger Bumpass
- seit 2015: SpongeBob Schwammkopf als Thaddäus Tentakel (2. Stimme)
- 2021: SpongeBob Schwammkopf: Eine schwammtastische Rettung als Thaddäus Tentakel
- seit 2021: Kamp Koral: SpongeBobs Kinderjahre als Thaddäus Tentakel
- seit 2021: Die Patrick Star Show als Thaddäus Tentakel
- 2024: Rettet Bikini Bottom: Der Sandy Cheeks Film als Thaddäus Tentakel
- 2025: Plankton: Der Film als Thaddäus Tentakel

Santiago Segura
- 1998: Torrente – Der dumme Arm des Gesetzes als José Luis Torrente
- 2001: Torrente 2 – Mission Marbella als José Luis Torrente

Takahiro Sakurai
- 2000: Digimon als Tentomon / Kabuterimon / MegaKabuterimon
- 2001: Digimon 02 als Tentomon / Kabuterimon / MegaKabuterimon

Jeff Bennett
- 2004: Micky, Donald, Goofy – Die drei Musketiere als Panzerknacker #2
- 2006: Jimmy Neutron VS. Timmy Turner: Freitag, der 13 als Dr. Moist

Tom Kenny
- 2005–2008: Camp Lazlo als Fähnleinführer Lumpus
- 2014: LEGO Batman und die Liga der Gerechten als Pinguin

### Filme
- 1949: Die Abenteuer von Ichabod und Taddäus Kröte – Eric Blore als Taddäus Kröte (1992 synchron)
- 1970: Milos ganz und gar unmögliche Reise – Shepard Menken als Buchstabier–Biene
- 1981: Wenn die Sternschnuppen fallen – Pyotr Fyodorov als Mischa
- 1982: Ein Sonntag im August – Franco Interlenghi als Enrico
- 1983: Heute kam ein Neuer – Marek Brodský als Lubos
- 1984: Mit dem Teufel ist nicht gut spaßen – Ondrej Vetchý als Janek Vraník
- 1984: Cinderella ’80 – Paolo Baroni als Vampirone
- 1987: Goofy im Fußballfieber – Will Ryan als Daniel Düsentrieb/Panzerknacker #3
- 1988: Vom Tod begleitet – Franco Giornelli als Bandenmitglied
- 1992: Noch mehr Ärger mit Jack – Clifton Collins junior als Arbeiter
- 1997: Virus C.I.A. – In feindlicher Absicht – Jody Racicot als Rawlins
- 2000: Hell Swarm – Die Todesbrut – James Faulkner als Albion
- 2009: Küss den Frosch – Ritchie Montgomery als Reggie
- 2011: My Week with Marilyn – Gerard Horan als Trevor
- 2011: My Week with Marilyn – David Rintoul als Dr. Connell
- 2012: Mardock Scramble: The Third Exhaust – Masayuki Omoro als Cleanwill John October
- 2015: Eine Königin zu Weihnachten – Pavel Douglas als Fergus
- 2016: Manjunath – Asif Basra als Devendra

### Serien
- 1982: Marco Polo – Xiaolei Huang als Chen Pao
- 1992: Kickers – Kyouko Tonguu als Philipp
- 1992: Kickers als Erzähler
- 1994: Paddington Bär – Charles Adler als Paddington Bär
- 2000–2001: Der Wunschpunsch – Harry Hill als Rabe Jakob Krakel
- 2001: Donkey Kongs Abenteuer – Philippe Sax als Funky Kong
- 2004–2009: Monk – Tim Bagley als Harold Krenshaw
- 2007: Ghost Whisperer – Stimmen aus dem Jenseits – John Billingsley als Mike Garnett
- 2008: Ghost Whisperer – Stimmen aus dem Jenseits – Nick Jameson als Sean
- 2008–2012: Die Pinguine aus Madagascar – Kevin Michael Richardson als Bing
- 2012: NTSF:SD:SUV – Peter Serafinowicz als S.A.M.
- seit 2015: Lassie (Zeichentrickserie 2015) – als Hamster Houdini
- 2016: Jordskott – Ville Virtanen als Harry Storm
- 2016–2022: The Walking Dead – Cooper Andrews als Jerry
- 2018–2023: Disenchantment – Billy West als Elfenkönig
- 2023: Blue Eye Samurai – Cary-Hiroyuki Tagawa als Meister Eiji
- 2023–2025: The Tiny Chef Show als Tiny Chef
- 2025: Star Wars: Skeleton Crew – Stephen Fry als Supervisor von At Attin

## Hörspiele
- 1980: Finnisches Märchen: Das Märchen vom hungrigen Knut Spelevink (Erzähler) – Regie: Petra Wellner (Kinderhörspiel – Rundfunk der DDR)
- 1981: Christoph Hein: Jakob Borgs Geschichten (Kleine Adlerfeder) – Regie: Flora Hoffmann (Kinderhörspiel (5 Teile) – Rundfunk der DDR)
- 1981: Brigitte Hähnel: Die Einladung (Junge) – Regie: Barbara Plensat (Hörspiel – Rundfunk der DDR)
- 1981: Lothar Walsdorf: Hochzeit vorübergehend – Regie: Ingeborg Medschinski (Kinderhörspiel – Rundfunk der DDR)
- 1982: Walentin Rasputin: Matjora (Stimme) – Regie: Fritz Göhler (Hörspiel – Rundfunk der DDR)
- 1982: Gisela Richter-Rostalski: Markos Geldschein – Regie: Norbert Speer (Kinderhörspiel – Rundfunk der DDR)
- 1983: Hans Christian Andersen: Die Schneekönigin (Kai) – Regie: Uwe Haacke (Kinderhörspiel – Rundfunk der DDR)
- 1985: Jacob Grimm/Wilhelm Grimm: Zaunkönig (Zaunkönig) – Regie: Uwe Haacke (Kinderhörspiel – Rundfunk der DDR)
- 1987: Michail Bulgakow: Die letzten Tage (Turgenew) – Regie: Ingeborg Medschinski (Hörspiel – Rundfunk der DDR)
- 1988: Ulf und Zwulf: Stadtabenteuer mit Ulf, Zwulf und dem Spatz Willi – Lautsein-Stillsein-Wildsein (Zwulf) – Regie: Dieter Ortlepp (Kinderhörspiel – Amiga, VEB Deutsche Schallplatten Berlin DDR)
- 1989: Ulf und Zwulf: Knaatsch am Sonntag – Neue Lieder mit Ulf & Zwulf (Zwulf) – Regie: Dieter Ortlepp (Kinderhörspiel – Amiga, VEB Deutsche Schallplatten Berlin DDR)
- 1989: Hans Lucke: Der Hund mit der grünen Nase (Herr Schmidt, Prinz) – Regie: Eveline Fuhrmeister (Kinderhörspiel/Kurzhörspiel – Rundfunk der DDR)
- 1991: Gerhard Rentzsch: Szenen aus deutschen Landen, eingeleitet und mit Zwischenberichten versehen über die Reise eines Mannes mit Pappkarton – Regie: Walter Niklaus (Hörspielreihe: Augenblickchen Nr. 4 – DS Kultur/BR)
- 1991: Mirjana Buljan: Der siebente Bruder (4. Bruder) – Regie: Barbara Plensat (Hörspiel – Funkhaus Berlin/ORF)
- 1994: Horst Bosetzky: Volles Risiko (Enver Volle) – Regie: Albrecht Surkau (Kriminalhörspiel – DLR)
- 1998: Peter Steinbach: Warum ist es am Rhein so schön…(Rudolf/Kniesche) – Regie: Hans Gerd Krogmann (Hörspiel – WDR/DLR)
- 1998: Michail Bulgakow: Der Meister und Margarita – Regie: Petra Meyenburg (Hörspiel (30 Teile) – MDR)
- 2005: Lloyd Alexander: Taran und das Zauberschwert (Gurgi) – Regie: Robert Schoen (Kinderhörspiel – SWR)
- 2005: Lloyd Alexander: Taran und der Zauberspiegel (Gurgi) – Regie: Robert Schoen (Kinderhörspiel – SWR)
- 2008: Heiner Grenzland: Tsunami über Deutschland – Musik und Regie: Heiner Grenzland (Original-Hörspiel, Science-Fiction-Hörspiel – RBB)
- 2012: John Stephens: Emerald (Mehrere Rollen) – Regie: Robert Schoen (Kinderhörspiel (3 Teile) – SWR/WDR)
- 2012 : Der kleine Rabe Socke 1 (Erzähler)
- 2015 : Der kleine Rabe Socke 2 : Das große Rennen (Erzähler)
- 2019 : Der kleine Rabe Socke 3 : Suche nach dem verlorenen Schatz (Erzähler)

## Hörbücher
- 2013: Susan Niessen: Fips Fidibus und das Geheimnis des schwarzen Haderich (Audible)
- 2016: Rudyard Kipling: Das Dschungelbuch, Oetinger Media, 2016, ISBN 978-3-8373-0941-6.

## Videospiele
- 2011: Batman: Arkham City, als Oswald Cobblepot / Pinguin
- 2013: Batman: Arkham Origins, als Oswald Cobblepot / Pinguin
- 2014: Watch Dogs, als Jordi Chin
- 2015: Lego Jurassic World, als Mr. DNS
- 2015: Batman: Arkham Knight, als Oswald Cobblepot / Pinguin
- 2017: Assassin’s Creed Origins, als Phoxidas
- 2018: Lego DC Super-Villains, als Oswald Cobblepot / Pinguin
- 2020: Spongebob Schwammkopf: Battle for Bikini Bottom – Rehydrated, als Thaddäus Tentakel
- 2020: Cyberpunk 2077, als Garry der Prophet
- 2021: Watch Dogs Legion: Bloodline, als Jordi Chin
- 2022: Lost Ark, als Shandi
- 2023: Spongebob Schwammkopf: The Cosmic Shake, als Thaddäus Tentakel
- 2023: Hogwarts Legacy als Professor Eleazar Fig